# チロ島
チロ島(チロとう、ロシア語: Остров Тилло)は北極海の一部であるバレンツ海に位置するロシア連邦領ゼムリャフランツァヨシファにある島である。1950年代にソビエト連邦の地図製作者によってロシア帝国の地理学者アレクセイ・ティロに敬意を表して名付けられた 。